# Phacellus castaneus
Phacellus castaneus là một loài bọ cánh cứng trong họ Cerambycidae.